# Martin Gerlach junior
Martin Gerlach junior (* 2. April 1879 in Wien; † 18. Juli 1944 ebenda) war ein österreichischer Photograph.

## Leben
Martin Gerlach, Sohn von Martin Gerlach senior, lernte zunächst das Photographenhandwerk bei seinem Vater, besuchte 1896–99 die k. k. Graphische Lehr- und Versuchsanstalt und perfektionierte sein Wissen später bei Josef Löwy sowie Hermann Clemens Kosel.
1906 gründete er sein eigenes Fotoatelier und wurde nach dem Ersten Weltkrieg Hausphotograph des Sammlers Camillo Castiglioni. Nach dem Tod von Albert Wiedling führte er ab 1923 den Verlag Gerlach & Wiedling gemeinsam mit dessen Sohn Walter Wiedling weiter.
Berühmt wurde Martin Gerlach junior durch seine Architekturphotographien der Zwischenkriegszeit (Gemeindebauten der Ersten Republik, Bau der Wiener Höhenstraße etc.) sowie durch seine Mitarbeit bei der Programmzeitschrift der RAVAG und durch die Publikationen in Zusammenarbeit mit den Künstlern Josef Hoffmann und Adolf Loos.
Sein 1924 angelegtes Fotoarchiv über die Wiener Architektur, Industrie und die Zwischenkriegszeit, das von seinem Sohn fortgeführt und um Bildmaterial aus der Zeit nach 1945 ergänzt wurde, gelangte 1989 in den Besitz der Stadt Wien und wird heute vom Bildarchiv der Österreichischen Nationalbibliothek verwaltet. Darüber hinaus besitzt das Wien Museum einen umfangreichen Bestand an Fotografien Gerlachs.
Am 1. März 1940 beantragte Gerlach die Aufnahme in die NSDAP und wurde zum 1. April desselben Jahres aufgenommen (Mitgliedsnummer 9.017.291). Nach seinem Tod führte seine Witwe, Anna (geb. Mohl), das Atelier fort, das 1947 dann vom Sohn Kurt Gerlach (1919–2003) übernommen wurde. Das berühmte Loos-Archiv mit 200 Glasnegativen übergab sein Sohn in den 1990er Jahren den Sammlungen der Albertina. 
Martin Gerlach gilt heute neben Bruno Reiffenstein (1868–1951) als einer der wichtigsten Photographen des frühen 20. Jahrhunderts in Österreich. Sein Grab befindet sich in Wien am Hietzinger Friedhof (Gruppe 66, Reihe 6, Nummer 7).